# Josep Rocarol i Faura
Josep Rocarol i Faura (Barcelona, 18 d'abril de 1882 - Barcelona, 25 de desembre de 1961) va ser un pintor i escenògraf català.

## Biografia
Josep Rocarol va néixer al carrer Governador de Barcelona, fill de Jaume Rocarol i Soler (1841-1900), natural de Castellterçol, i de Vicenta Faura i Marcansus (1849-1933), natural de Barcelona.
Va estudiar dibuix a la sucursal de La Llotja que hi havia al carrer del Carme, i devia ingressar-hi de molt jove, perquè encara hi tingué a Martí i Alsina de professor. Després, Rocarol passà a la central de La Llotja. S'ignora si fou allà on conegué a Picasso. En tot cas ell no figura en les relacions nominals d'alumnes dels dos anys durant els quals el pintor malagueny hi fou inscrit. Segurament, la seva presencia a Llotja, com després als 4 Gats, és un xic més tardana.
Rocarol dibuixava i pintava i havia après escenografia al taller de Soler i Rovirosa. Serà aquesta darrera especialitat la que ampliarà a París i conrearà amb èxit professional en tornar a Barcelona. Rocarol fou el company íntim de Picasso durant l'any 1902, en el taller que tingueren en comú al carrer Nou, 74.
Enquadrat en l'escola realista catalana d'escenografia, debutà el 1912 amb La Sagrada Família d'Avel·lí Artís. Escenògraf titular del teatre Romea de Barcelona, treballà també per al Centre de Lectura de Reus. Fou autor d'un llibre de memòries, "Memòries de Josep Rocarol i Faura", amb pròleg de Josep Palau i Fabre.
Va ser designat Conservador del Monestir de Pedralbes, sent oficialment el màxim responsable de la conservació del monestir el 6 d'agost de 1936. Va ser ell qui, amb el suport de membres del cos dels Mossos d'Esquadra de Catalunya, va aconseguir evitar que el monestir fos saquejat i incendiat. Després de la Guerra civil Rocarol i Faura va ser condemnat a dotze anys i un dia per pertànyer al Servei d'Arxius de la Generalitat de Catalunya. El desembre de 1939 va arribar al camp de treballadors de Belchite, on va romandre fins a recuperar la llibertat, el desembre de 1942. Malgrat ser un represaliat, estant al servei del tinent coronel Roque Adrada, va poder recollir apunts sobre l'estat del patrimoni de les localitats de Belchite, Puebla de Albortón, Fuentes de Ebro, Letux i Codo a Saragossa; i Biescas, Oto, Broto, Gavín i Torla a Osca; i Cutanda i Navarrete del Río a Terol.
Es va casar amb Josepa Boada i Delgado.